# زوبعة (ساعات ميكانيكية)
في صناعة الساعات، التوربيون أو الزَوبَعة أو الدَوَّامَة أو الإعصار (tourbillon /tʊərˈbɪljən/; 
نطق فرنسي: [tuʁbijɔ̃]
) هو إضافة ميكانيكية إلى ميزان الساعة، طورت في 1795 وحصلت على براءة اختراع من قبل صانع الساعات الفرنسي-السويسري أبراهام بريغيه في 26 يونيو 1801، يهدف التوربيون إلى مواجهة آثار الجاذبية بواسطة سند ميزان الساعة وعجلة التوازن في حجرة الدوران، لنفي تأثير الجاذبية عندما تكون الساعة (وهكذا ميزان الساعة) عالقة في اتجاه معين. وبتدوير كامل عجلة التوازن/منظومة ميزان الساعة بمعدل بطيء (عادة دورة واحدة في الدقيقة)، فإن متوسطات التوربيون خالية من الاخطاء المتسببة من موضع الساعة.
استخدمت في الأصل لمحاولة تحسين الدق، التربيونات لا تزال مدرجة في بعض الساعات الحديثة الغالية كإبداع وإظهار براعة صناعة الساعات. عادة ما تعرض الآلية على وجه الساعة لإظهارها.

## آلية عمل الزوبعة

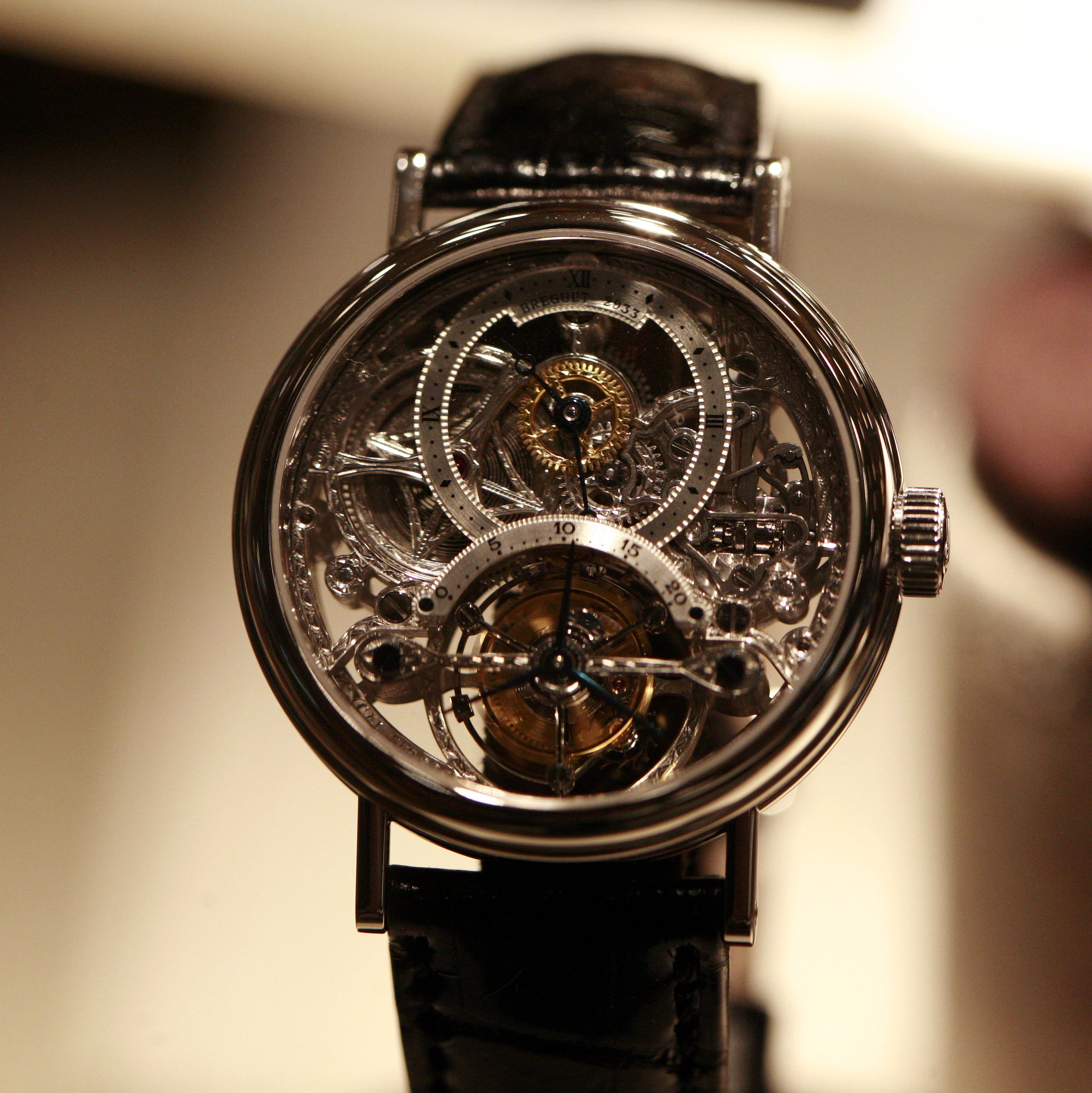
ساعة بريغيه 2933 مع زوبعة

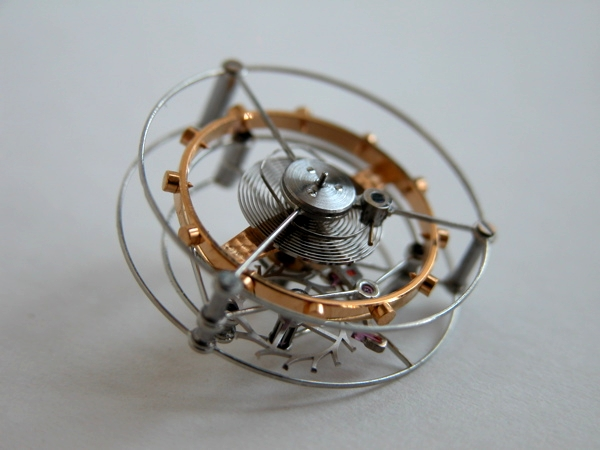
زوبعة، يظهر جليًّا عجل التوازن والشوكة ومسنن الوقت.

للجاذبية دور مباشر على الأجزاء الحساسة في الساعة؛ أي الشوكة وعجل التوازن والنابض الشعري. والجدير بالذكر أن وظيفة النابض الشعري هي منظم للوقت في الساعة وبذلك هو الجزء الأكثر حساسية للمؤثرات الخارجية كالمغناطيسية والاهتزازات والحرارة وحتى المؤثرات الداخلية كموضع التعليق والانحناء الطرفي والنقاط الثقيلة على عجل التوازن.